# Varietà (programma televisivo)
Varietà è stato un programma televisivo italiano di intrattenimento, trasmesso da Rai 1 il giovedì in prima serata presso gli studi Dear, per dodici puntate dal 14 marzo 1991 al 6 giugno 1991, con la conduzione di Pippo Baudo.

## Il programma
Gli autori erano Bruno Broccoli, Massimo Cinque, Michele Truglio e Marco Zavattini, la regia era di Gino Landi e le musiche curate da Pippo Caruso con Sergio Bardotti. Ogni puntata costava alla Rai cinquecento milioni di lire, in aggiunta ad un contributo da tre miliardi dallo sponsor, l'Acqua Vera.
Il titolo del programma non faceva riferimento al varietà relativamente al mondo dello spettacolo, ma alla diversa quantità di temi trattati durante ogni singola puntata, che non avevano alcun nesso tra loro, e che il conduttore affrontava insieme ad alcuni personaggi famosi, ospiti di ogni puntata; tra quelli che si sono avvicendati nelle diverse puntate, Alba Parietti, Giorgio Faletti, Eleonora Brigliadori, Sandro Ciotti, Nando Martellini, Ciccio Ingrassia, Franco Franchi, Luciano De Crescenzo, Claudio Amendola e Lorella Cuccarini.
La trasmissione vide il ritorno in televisione dell'indice di gradimento, ormai da qualche anno reso obsoleto dall'Auditel, con sondaggi Doxa e Olivetti svolti in diretta, attraverso i quali un pubblico di 200 persone diceva la sua sulla qualità della puntata e poteva esprimere la propria preferenza in merito ad un gruppo di giovani artisti esordienti, che avevano come "padrini" alcuni artisti lanciati da Baudo nel corso della sua precedente trasmissione Gran Premio, tra cui i Tazenda.
Il gioco dello sponsor (Acqua Vera) per i telespettatori a casa, fu inventato e condotto per tutte le puntate dal mago comico Francesco Scimemi che proponeva ogni settimana un gioco di prestigio da risolvere, preceduto da un siparietto magicomico insieme a Pippo Baudo. 

### Accoglienza da parte del pubblico
La trasmissione di Rai 1 ottenne un buon indice d'ascolto, ottenendo una media di cinque milioni e mezzo di spettatori nonostante la concorrenza del quiz di Canale 5 TeleMike, condotto da Mike Bongiorno, e quella interna del talk show d'attualità Samarcanda di Michele Santoro su Rai 3.